# Catherine de Lorraine-Aumale
 (février 2023).
La mise en forme du texte ne suit pas les recommandations de Wikipédia : il faut le « wikifier ».
Les points d'amélioration suivants sont les cas les plus fréquents. Le détail des points à revoir est peut-être précisé sur la page de discussion.
- Les titres sont pré-formatés par le logiciel. Ils ne sont ni en capitales, ni en gras.
- Le texte ne doit pas être écrit en capitales (les noms de famille non plus), ni en gras, ni en italique, ni en « petit »…
- Le gras n'est utilisé que pour surligner le titre de l'article dans l'introduction, une seule fois.
- L'italique est rarement utilisé : mots en langue étrangère, titres d'œuvres, noms de bateaux, etc.
- Les citations ne sont pas en italique mais en corps de texte normal. Elles sont entourées par des guillemets français : « et ».
- Les listes à puces sont à éviter, des paragraphes rédigés étant largement préférés. Les tableaux sont à réserver à la présentation de données structurées (résultats, etc.).
- Les appels de note de bas de page (petits chiffres en exposant, introduits par l'outil «  Source ») sont à placer entre la fin de phrase et le point final[comme ça].
- Les liens internes (vers d'autres articles de Wikipédia) sont à choisir avec parcimonie. Créez des liens vers des articles approfondissant le sujet. Les termes génériques sans rapport avec le sujet sont à éviter, ainsi que les répétitions de liens vers un même terme.
- Les liens externes sont à placer uniquement dans une section « Liens externes », à la fin de l'article. Ces liens sont à choisir avec parcimonie suivant les règles définies. Si un lien sert de source à l'article, son insertion dans le texte est à faire par les notes de bas de page.
- La présentation des références doit suivre les conventions bibliographiques. Il est recommandé d'utiliser les modèles {{Ouvrage}}, {{Chapitre}}, {{Article}}, {{Lien web}} et/ou {{Bibliographie}}. Le mode d'édition visuel peut mettre en forme automatiquement les références.
- Insérer une infobox (cadre d'informations à droite) n'est pas obligatoire pour parachever la mise en page.

Pour une aide détaillée, merci de consulter Aide:Wikification.
Si vous pensez que ces points ont été résolus, vous pouvez retirer ce bandeau et améliorer la mise en forme d'un autre article.
Pour les articles homonymes, voir Catherine de Lorraine (homonymie).
Catherine de Lorraine-Aumale est une princesse de la branche française de la Maison de Lorraine, née le 8 novembre 1550 à Saint-Germain-en-Laye et morte le 25 juin 1606 à Nomeny.

## Biographie
Fille de Claude II d'Aumale, chef du parti catholique qui meurt en 1573 au Siège de La Rochelle et de Louise de Brézé, la princesse est issue de la Maison de Guise, branche cadette de la Maison de Lorraine devenue française. 
Membre de la Maison de Guise dont l'influence est grande à la cour de France et qui est apparentée à la maison royale d'Ecosse, elle est une proche parente de la famille royale française par sa grand-mère Antoinette de Bourbon-Vendôme, princesse du sang, grand-tante du futur Henri IV de France. 
Une telle parenté contribue à un mariage auquel elle se résout par pur obéissance mais qui ne satisfait pas ses ambitions et offusque sa jeunesse : à l'âge de dix-neuf ans, elle épouse à Reims - dont son oncle Charles de Lorraine est archevêque - le prince Nicolas de Lorraine, duc de Mercœur, comte de Vaudémont, oncle du duc Charles III de Lorraine et ancien régent des duchés. 
De vingt-six ans plus âgé que son épouse, le duc, veuf de Marguerite d'Egmont et de Jeanne de Savoie-Nemours, est le père de cinq enfants survivants à peine plus jeunes que leur belle-mère. Catherine quitte alors Paris et le Louvre pour la cour de Nancy et le vieux château de Nomeny.
Catherine donne naissance à cinq enfants :
- Henri, comte de Chaligny (1570-1600) épouse en 1585 Claude de Moy d'où postérité
- Christine (1571-jeune)
- Antoine (1572-1587)
- Louise (1575-jeune)
- Eric (1576-1623), évêque de Verdun (1593-1611).

La nouvelle duchesse de Mercœur sera à l'égard de ses beaux-enfants à peine plus jeunes qu'elle une belle-mère revêche voire méchante. 
Cependant, en 1575, sa belle-fille Louise de Lorraine-Vaudémont est demandée en mariage par le roi Henri III de France. Cette alliance prestigieuse, qui contraint la duchesse à s'incliner devant sa belle-fille, favorise la fortune de la famille notamment celle de son beau-fils Philippe-Emmanuel de Lorraine, brillant capitaine dont la parenté avec le roi lui permet d'épouser Marie de Luxembourg, vicomtesse de Martigues. 
Sa mère la duchesse d'Aumale et son mari meurent en 1577. Sa grand-mère, Antoinette de Bourbon-Vendôme, en 1583. Le roi de France est assassiné en 1589 laissant le trône à son cousin Henri III, roi de Navarre, de la Maison de Bourbon, lequel donne sa sœur en mariage à l'héritier du trône de Lorraine. La reine Louise s'éteint en 1601, le prince Philippe-Emmanuel meurt à Nuremberg en 1602.
Catherine de Lorraine-Aumale s'éteint à Nomeny en 1606 à l'âge de 56 ans.